# Embrace Recordings
Embrace Recordings is een Nederlands platenlabel, waarop jazz en hiphop uitkomt. Het label is gevestigd in Amsterdam.
Musici en gezelschappen die op dit label uitkwamen zijn:
- B&W Quintet
- Bl3nder
- Louk Boudesteijn met Fullduplexx
- Ferdinand Jozef George van Duuren en Jules Deelder
- Bas van Lier (De Deeldeliers)
- My Baby
- Rob van de Wouw
- Rotterdam Jazz Orchestra (met Mark de Clive-Lowe)